# آخرین موهیکان (فیلم ۱۹۲۰)
آخرین موهیکان (انگلیسی: The Last of the Mohicans) فیلمی صامت و سیاه‌وسفید در ژانر درام و ماجراجویی به کارگردانی موریس تورنو و کلارنس براون محصول سال ۱۹۲۰ کشور ایالات متحده آمریکا است.
در سال ۱۹۹۵، این فیلم توسط کتابخانه کنگره «از نظر فرهنگی مهم» شناخته شد و برای نگهداری در فهرست ملی ثبت فیلم ایالات متحده انتخاب شد.

## بازیگران
- والاس بیری در نقش Magua
- باربارا بدفورد در نقش Cora Munro
- لیلیان هال در نقش Alice Munro
- آلن راسکو در نقش Uncas
- تئودور لورچ در نقش Chingachgook

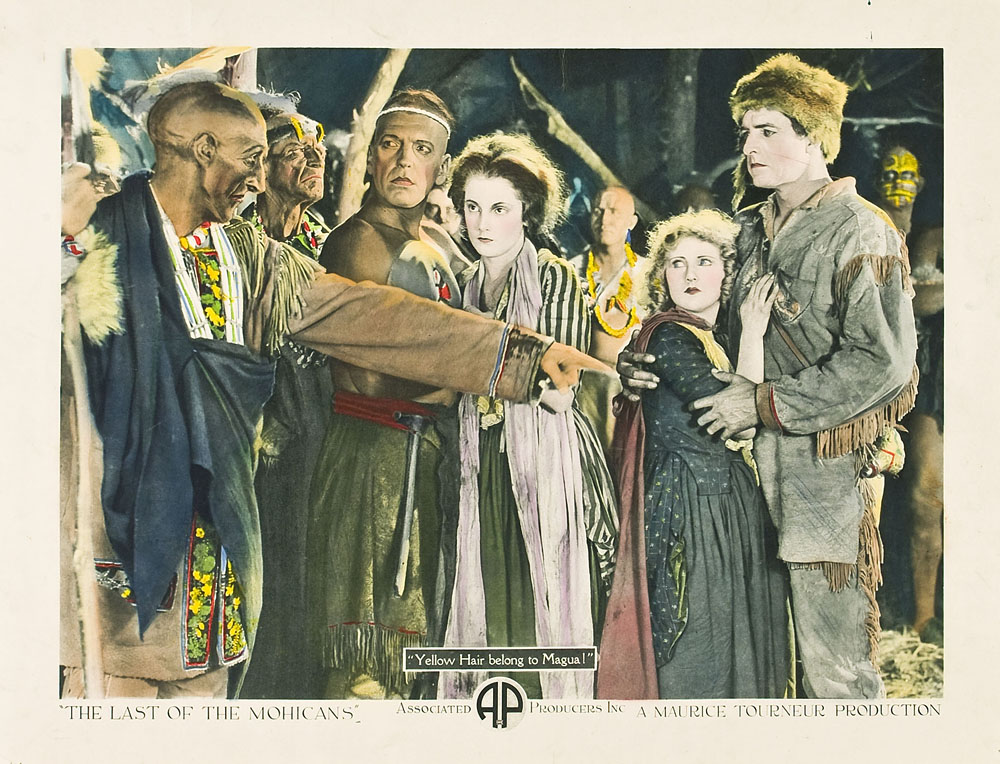
Lobby card

- هری لورین در نقش Hawkeye (aka Natty Bumppo)
- هنری وودوارد در نقش Major Heyward
- جیمز گوردون در نقش Colonel Munro
- George Hackathorne در نقش Captain Randolph
- Nelson McDowell در نقش David Gamut
- Jack McDonald در نقش Tamenund
- Sydney Deane در نقش General Webb
- بوریس کارلوف در نقش در نقش Indian brave (در عنوان‌بندی نیامده)
- Joseph Singleton
- Chief Tahachee در نقش an Indian brave (در عنوان‌بندی نیامده)